# Marisleisys Duarthe
Marisleisys Duarthe (ur. 17 września 2000) – kubańska lekkoatletka specjalizująca się w rzucie oszczepem.
Finalistka mistrzostw świata U20 w Bydgoszczy (2016). Używając oszczepu o wadze 500 gramów ustanowiła 25 maja 2017 roku w Hawanie wynikiem 65,44 (obecnie nieaktualny) nieoficjalny rekord świata juniorów młodszych. Złota medalistka mistrzostw świata U18 z 2017 roku. 
Rekord życiowy: 55,80 (28 maja 2017, Hawana). 

## Osiągnięcia
| Rok  | Impreza                | Miejsce   | Lokata     | Wynik              |
| ---- | ---------------------- | --------- | ---------- | ------------------ |
| 2016 | Mistrzostwa świata U20 | Bydgoszcz | 9. miejsce | 51,46              |
| 2017 | Mistrzostwa świata U18 | Nairobi   | 1. miejsce | 62,92 (500 gramów) |